# Mohammed Fatau
Mohammed Fatau (Accra, 24 december 1992) is een Ghanees voetballer die bij voorkeur als defensieve middenvelder speelt. In september 2017 tekende hij tot medio 2018 bij Al-Qadisya in Saoedi-Arabië.

## Clubcarrière
Udinese haalde Fatau in 2010 weg bij het Ghanese Asante Kotoko en stalde hem in januari 2011 bij zusterclub Granada CF. Tijdens het seizoen 2011/12 werd hij uitgeleend aan Cádiz CF, waar hij alleen in het B-elftal speelde. Het seizoen erop werd Fatau uitgeleend aan CD San Roque, dan uitkomend in de Segunda División B. Op 18 augustus 2013 debuteerde hij in het shirt van Granada CF in de Primera División, tegen CA Osasuna. Hij eindigde het seizoen met 9 optredens.
Na verhuurperiode bij Rayo Vallecano en UD Almería tekende Fatau in de zomer van 2016 bij Gaziantepspor. Aan het einde van het seizoen vertrok hij naar Saoedi-Arabië om te gaan voetballen bij Al-Qadisya.